# جون دي فير (إيرل أكسفورد الثالث عشر)
إيرل أكسفورد الثالث عشر (بالإنجليزية: John de Vere, 13th Earl of Oxford)‏ هو الابن الثاني لجون دي فير، إيرل أكسفورد الثاني عشر من زوجته إليزابيث هاورد. يعتبر دي فير أحد قادة لانكاستر الرئيسيون في حرب الوردتين، فقد كان قائد جيش الملك هنري السابع في معركة بوسوورث وبعد سنتين قاد جيش الملك هنري مرة أخرى لينتصر على جيش اليوركيون في معركة ستوكفيلد .